# Kanton Outarville
Der Kanton Outarville  war von 1790 bis 2015 ein französischer Wahlkreis im Arrondissement Pithiviers, im Département Loiret und in der Region Centre-Val de Loire; sein Hauptort war Outarville.
Der Kanton Outarville gehörte von 1800 an zum Arrondissement Pithiviers, von 1926 bis 1942 zum Arrondissement Orléans, danach wieder zum Arrondissement Pithiviers.

## Gemeinden
Der Kanton Outarville umfasste Wahlberechtigte aus 18 Gemeinden:
| Gemeinde                 | Einwohner Stand 2015 | Postleitzahl | Code INSEE |
| ------------------------ | -------------------- | ------------ | ---------- |
| Andonville               | 223                  | 45005        | 45480      |
| Aschères-le-Marché       | 1148                 | 45009        | 45170      |
| Attray                   | 212                  | 45011        | 45170      |
| Autruy-sur-Juine         | 685                  | 45015        | 45480      |
| Bazoches-les-Gallerandes | 1519                 | 45025        | 45480      |
| Boisseaux                | 492                  | 45037        | 45480      |
| Charmont-en-Beauce       | 376                  | 45080        | 45480      |
| Châtillon-le-Roi         | 275                  | 45086        | 45480      |
| Chaussy                  | 329                  | 45088        | 45480      |
| Crottes-en-Pithiverais   | 337                  | 45118        | 45170      |
| Erceville                | 320                  | 45135        | 45480      |
| Greneville-en-Beauce     | 677                  | 45160        | 45480      |
| Jouy-en-Pithiverais      | 267                  | 45174        | 45480      |
| Léouville                | 79                   | 45181        | 45480      |
| Montigny                 | 249                  | 45214        | 45170      |
| Oison                    | 132                  | 45231        | 45170      |
| Outarville               | 1364                 | 45240        | 45480      |
| Tivernon                 | 270                  | 45325        | 45170      |